# 捷尔任斯克区 (明斯克州)
捷爾任斯克區（羅馬化：Dzerzhinskiy rayon）是白俄羅斯中部明斯克州的一個區，行政中心为捷爾任斯克，面積1,189.50平方公里，2009年人口61,252，人口密度每平方公里53.18人。